# Степаново (Верховажский район)
Степаново — деревня в Верховажском районе Вологодской области.
Входит в состав Шелотского сельского поселения, с точки зрения административно-территориального деления — в Шелотский сельсовет.
Расстояние по автодороге до районного центра Верховажья — 70,2 км, до центра муниципального образования Шелоты — 0,7 км. Ближайшие населённые пункты — Афонинская, Макаровская, Фофановская, Шелота, Большое Погорелово, Малое Погорелово, Чавровская, Якунинская, Горка-Назаровская, Дресвянка, Гарманово, Доронинская, Татаринская, Денисовская.
По переписи 2002 года население — 35 человек (17 мужчин, 18 женщин). Всё население — русские.